# آسکو
آسکو (به اسپانیایی: Ascó) یک شهرستان در اسپانیا است که در تاراگونا واقع شده‌است.

## خصوصیات
آسکو ۷۳٫۶۳ کیلومترمربع مساحت و ۱٬۶۳۴ نفر جمعیت دارد و ۷۰ متر بالاتر از سطح دریا واقع شده‌است.